# Atarfe
Atarfe és un municipi situat en la comarca de la Vega de Granada (província de Granada). Limita amb els municipis de Moclín, Colomera, Albolote, Maracena, Granada, Santa Fe, i Pinos Puente. Pel seu municipi discorren els rius Colomera i Cubillas.